# Ziomkostwo Wisła-Warta
Ziomkostwo Wisła-Warta (niem. Landsmannschaft Weichsel-Warthe, w skrócie LWW) - organizacja założona przez przedstawicieli byłych obywateli Polski narodowości niemieckiej, zamieszkałych niegdyś na terenach II Rzeczypospolitej, czyli tzw. Niemców wielkopolskich, łódzkich, galicyjskich i wołyńskich. Stowarzyszenie LWW pełni rolę "Pomostu Porozumienia" („Brücke der Verständigung“) między Niemcami i Polakami i wnosi swój wkład w polsko-niemieckie porozumienie i pojednanie w oparciu o prawdę historyczną i Kartę Niemieckich Wypędzonych z 5 sierpnia 1950 r. Innym głównym zadaniem jest ochrona, utrzymanie i przekazywanie dziedzictwa kulturowego Niemców zamieszkałych wcześniej na obszarze II Rzeczypospolitej.

## Historia
Stowarzyszenie powołano dnia 6 maja 1949 r. Tak jak inne ziomkostwa należy ono od 5 sierpnia 1950 r. do Związku Wypędzonych (Bund der Vertriebenen). W pierwszych latach istnienia Republiki Federalnej Niemiec organizacja niosła pomoc Niemcom wygnanym z Polski i rozwijała działalność skierowaną na przekazywanie dziedzictwa kulturowego mniejszości niemieckiej. Jednocześnie też liderzy Ziomkostwa jako pierwsi opowiedzieli się za uznaniem granicy polsko-niemieckiej na Odrze i Nysie. Niezbyt wysoka w porównaniu do innych organizacji wypędzonych siła polityczna Ziomkostwa słabła z dekady na dekadę, jednak dopiero zjednoczenie Niemiec przyniosło poważne zmiany w życiu Ziomkostwa. Z jednej strony możliwe stały się nieskrępowane kontakty z dawną ojczyzną, z drugiej strony kolejne generacje młodych Niemców po 1989 r. coraz mniej interesowały się aktywnością Ziomkostwa.
Hesja przejęła w kwietniu 1990 r. oficjalnie patronat nad Ziomkostwem. 
Ziomkostwo wydawało w swojej historii i wydaje do dzisiaj szereg czasopism kulturalno-społecznych skierowanych do wypędzonych, takich jak "Kulturwart" (1952-1998), miesięczniki "Posener Stimmen" (Niemcy wielkopolscy), "Weg und Ziel" (Niemcy z terenów Polski Centralnej), "Blickpunkt Galizien" (Niemcy galicyjscy), rocznik Jahrbuch Weichsel-Warthe (1955-).

## Przewodniczący Ziomkostwa Wisła-Warta
1949–1951: Waldemar Kraft

1951–1953: Johannes Scholz (1888–1956)

1953–1954: Gerhard Kowala

1954–1959: Hans Koch

1959–1969: Hans von Rosen

1969–1971: Gustav Klusak

1971–1977: Joachim von Loesch (1905–1987)

1977–1981: Hans von Rosen (druga kadencja)

1981–1993: Richard Breyer (1917–1999)

1993–1995: Ursula Brehmer

1995–2010: Karl Bauer (1931-2023)

2010–2023: Martin Sprungala (1963–2023)

2023–: Lothar Jakobi